# Рихтер, Вильгельм (художник)
Вильгельм Рихтер (нем. Wilhelm Richter; 30 июля 1824, Вена — 14 июня 1892[…], Вена) — австрийский художник.

## Биография
Вильгельм Рихтер в 1824 году. Учился в Венской академии художеств у Леопольда Купельвизера и Иоганна Непомука Эндера. В 1848—49 годах принимал участие в боевых действиях в Италии в качестве военного художника при штабе австрийской армии. В 1859 году вторично находился в Италии в той же должности.
В 1870-е годы Рихтер неоднократно приглашался императором Францем Иосифом для участия в императорских охотах и создания посвящённых им картин.
Картины Рихтера соединяют историческую достоверность с вниманием к лицам и эмоциям изображённых и бытовым деталям. Его работы, изображающие солдат австрийской армии, сегодня рассматриваются, как ценный исторический источник.
Скончался Рихтер в 1892 году в Вене.
Сегодня многие его картины хранятся в собрании Военно-исторического музея в том же городе.

## Галерея

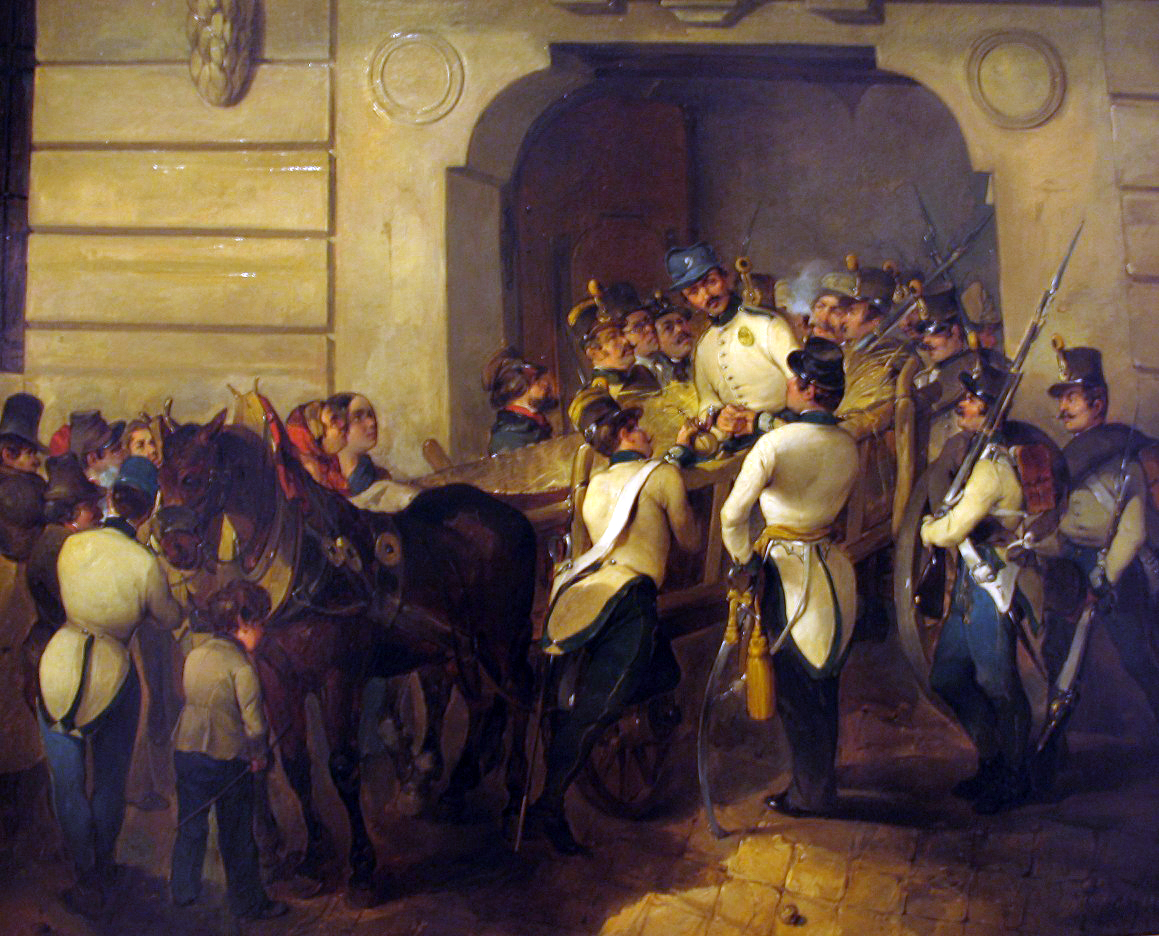
Прощание с однополчанином, 1843, Военно-исторический музей, Вена
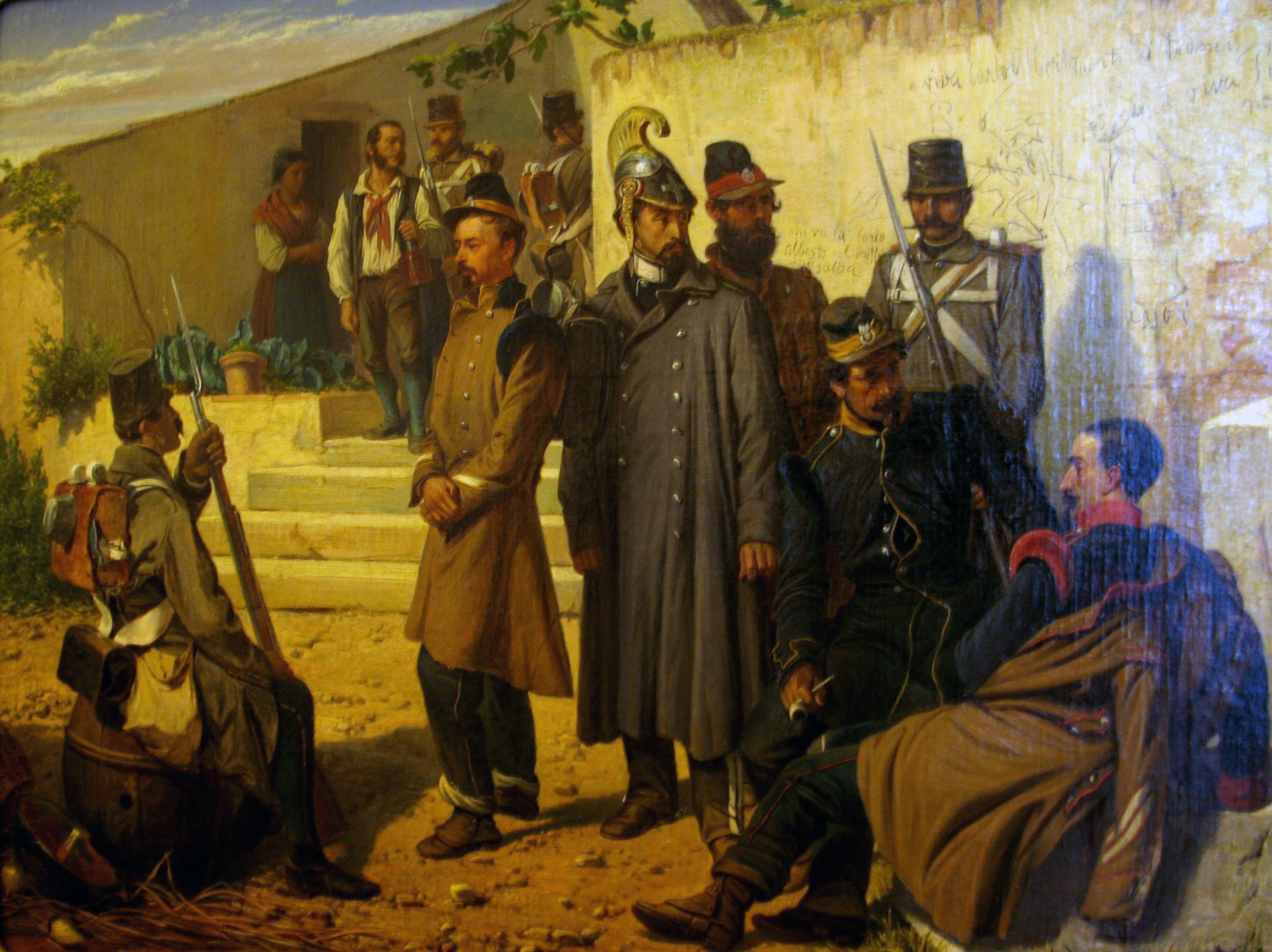
Сардинские пленные в Виченце, 1848, Военно-исторический музей, Вена
Австрийский бивуак в Ломбардии, Военно-исторический музей, Вена
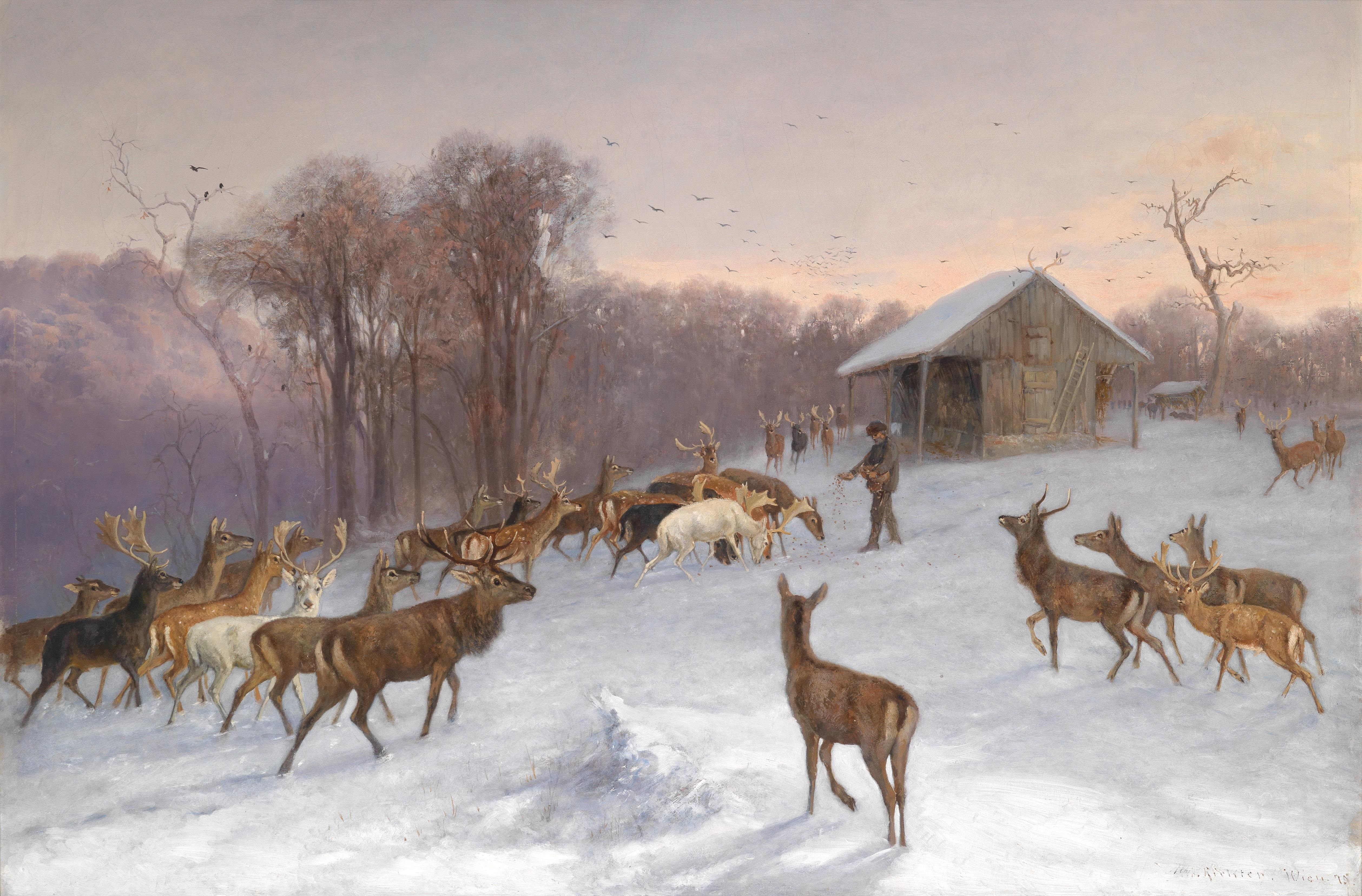
Подкормка ланей и благородных олений в императорских охотничьих угодьях зимой, 1878
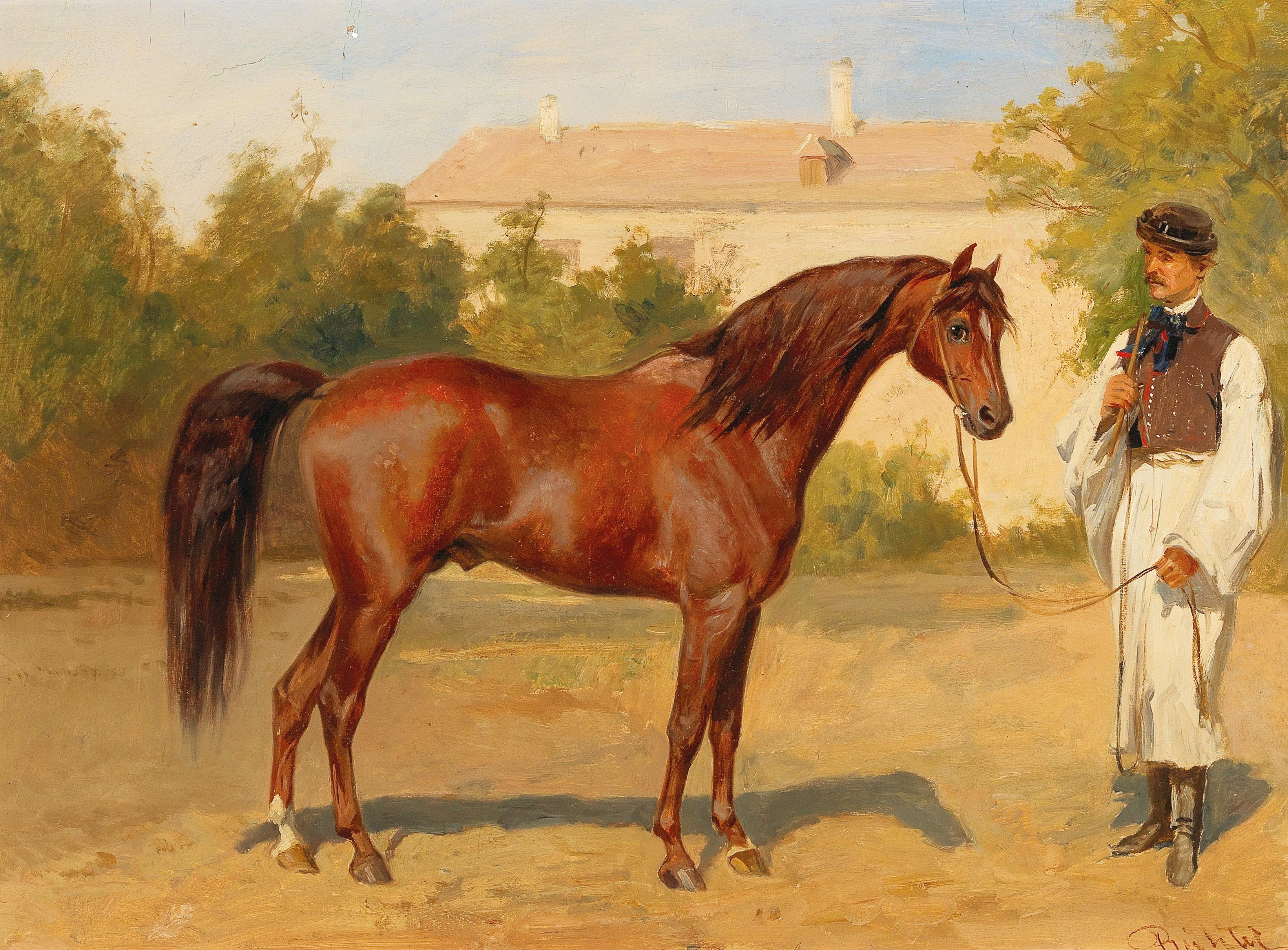
Верховая лошадь с венгерским конюхом
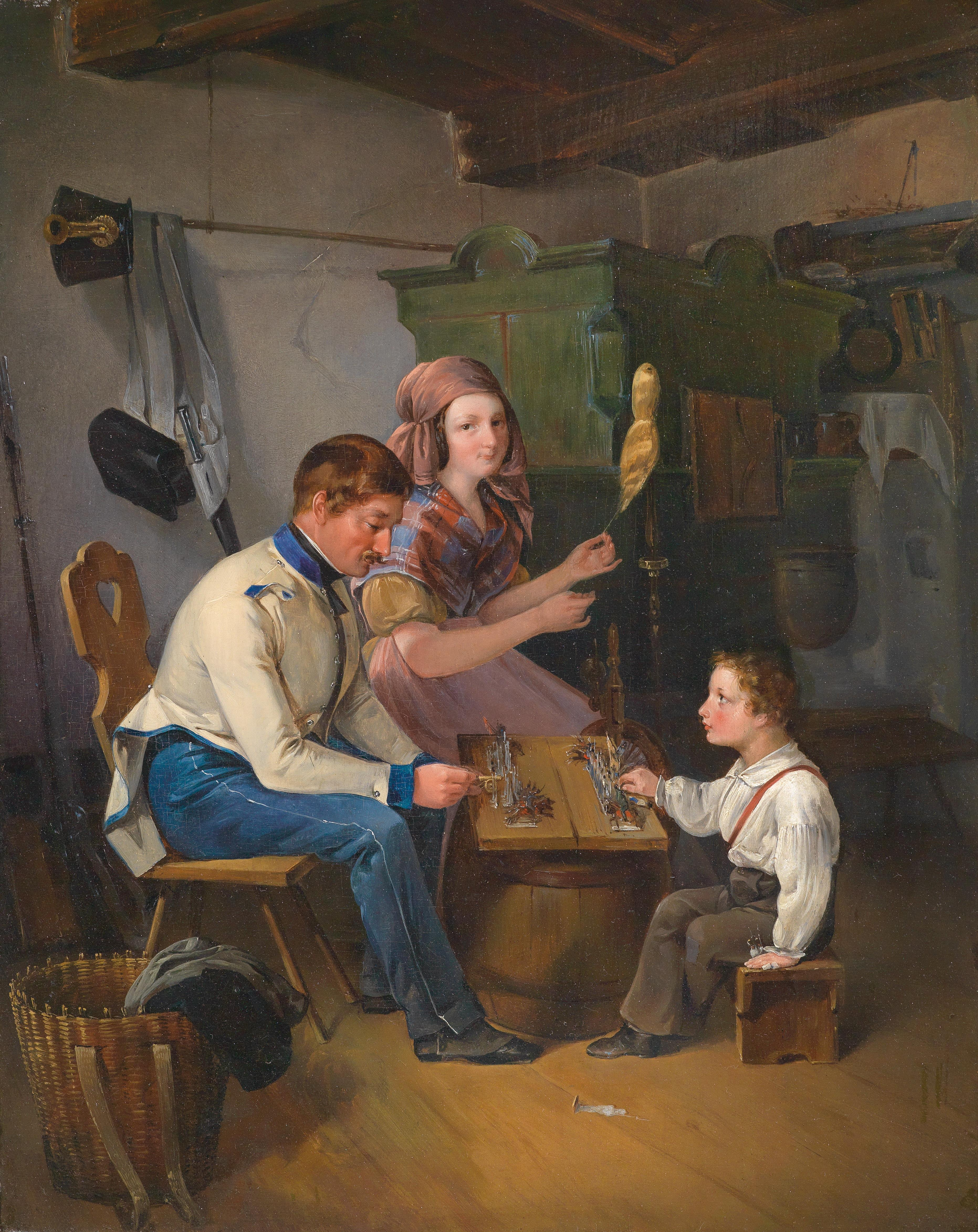
Игра в солдатики
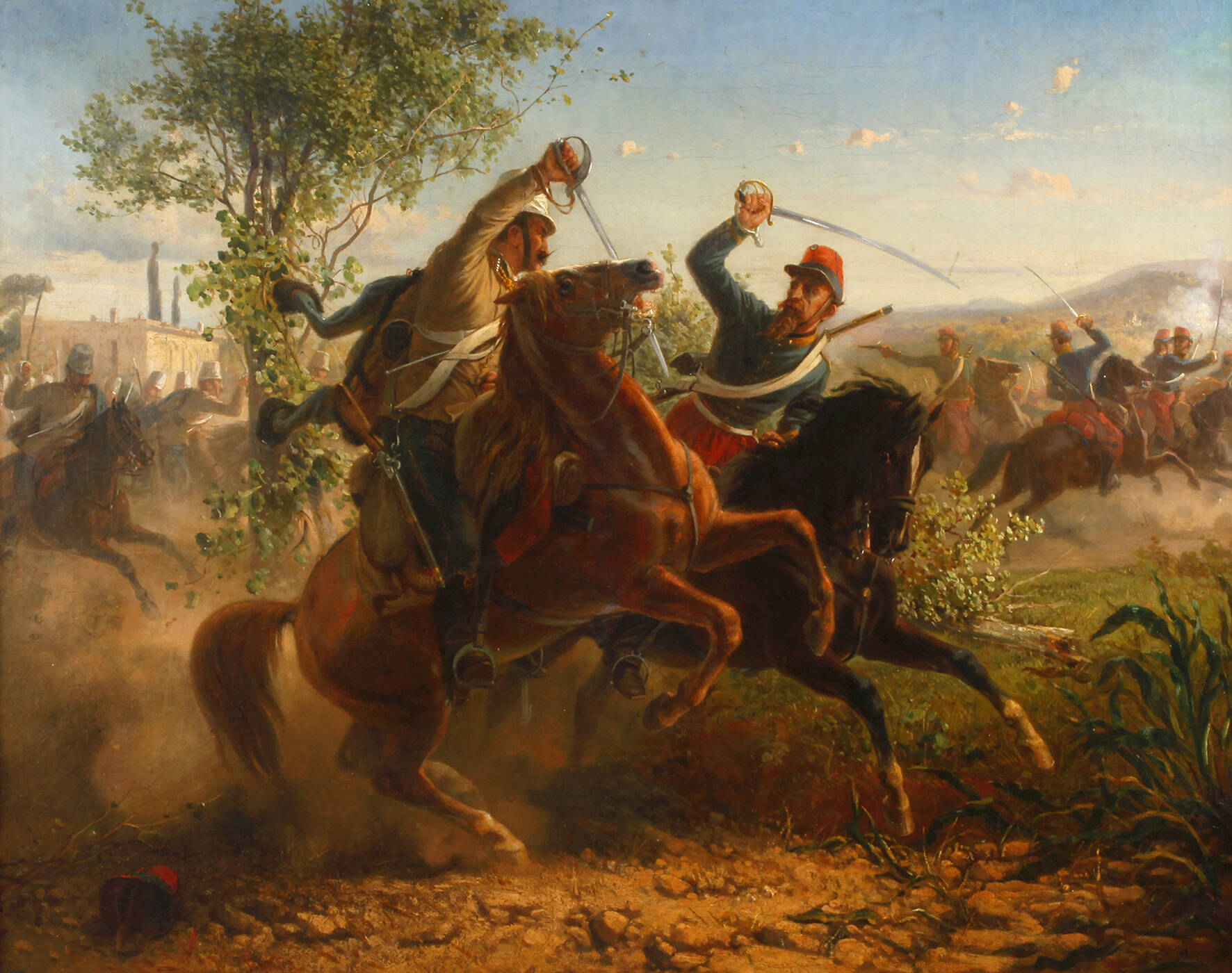
Эпизод битвы при Сольферино
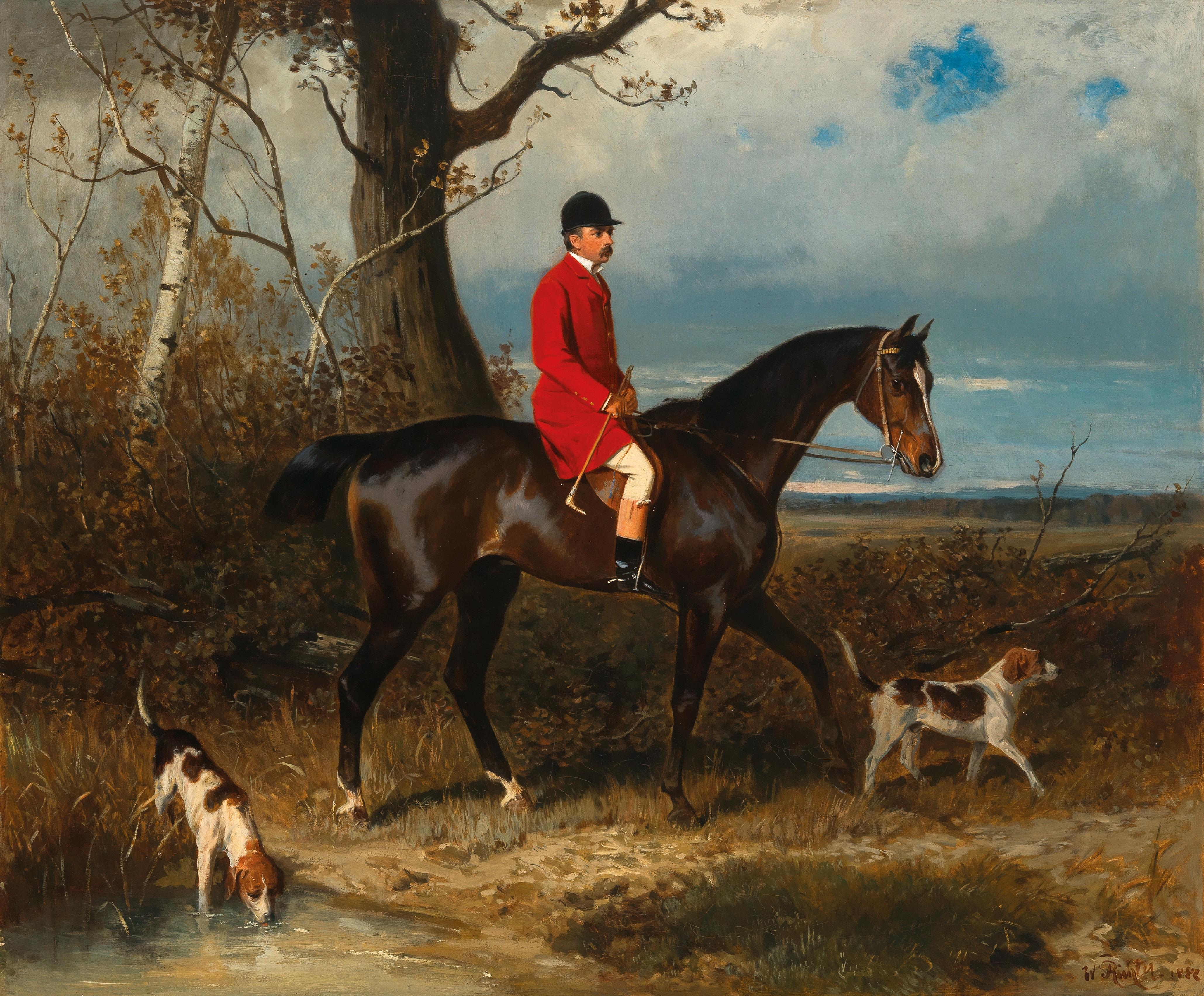
Граф Миклош Эстергази на охоте
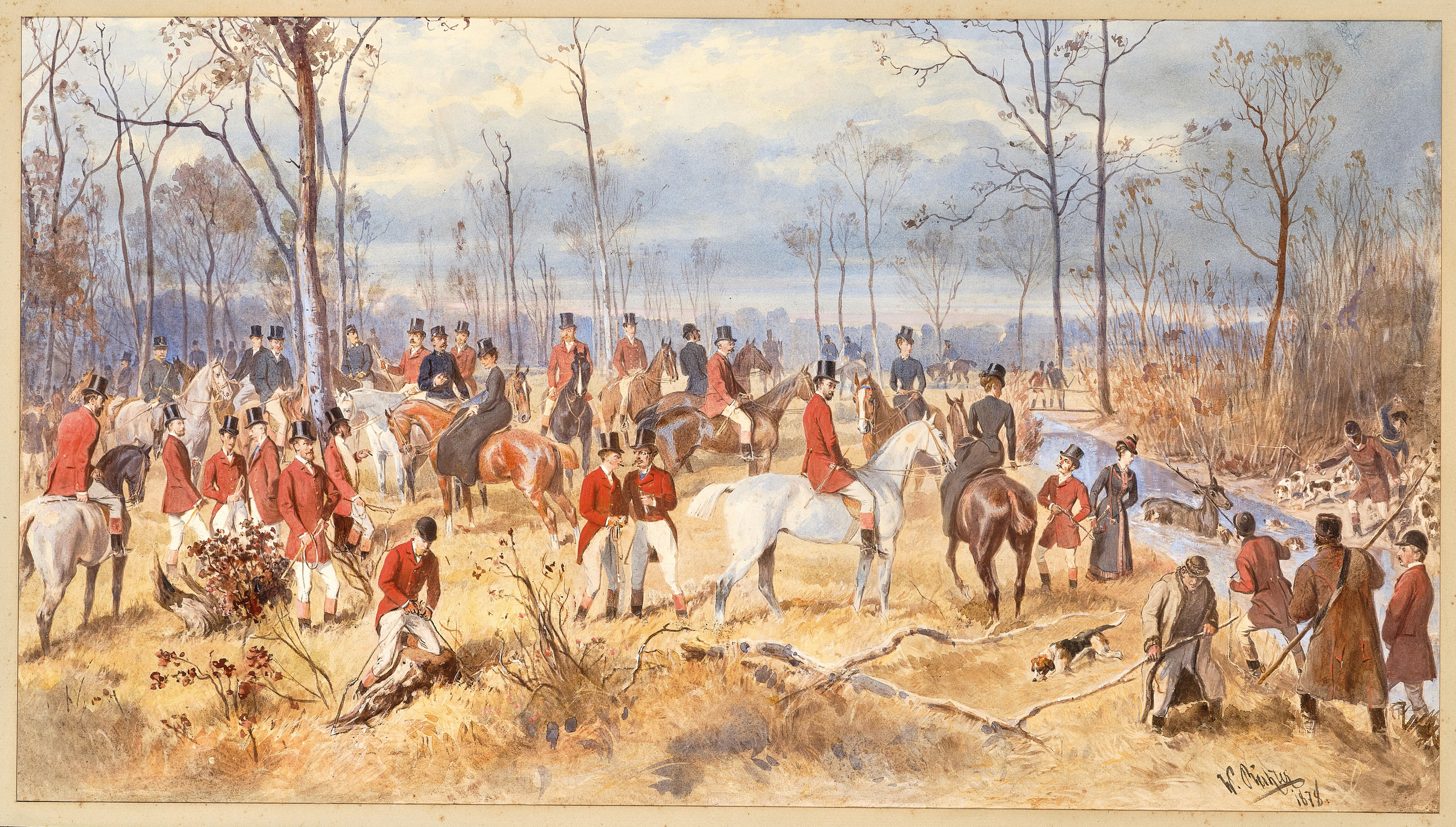
Участники императорской охоты
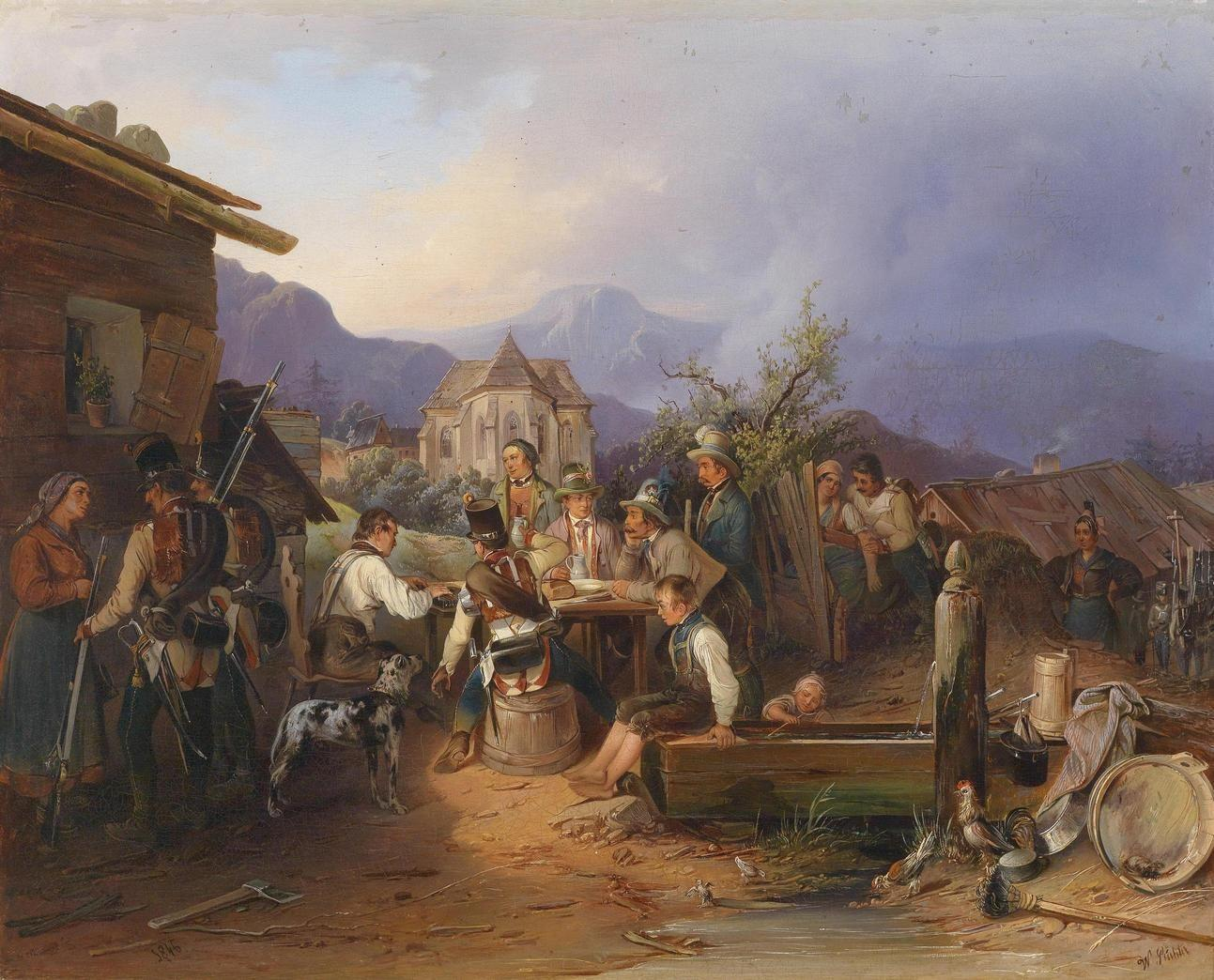
Привал венгерской пехоты в штирийской деревне
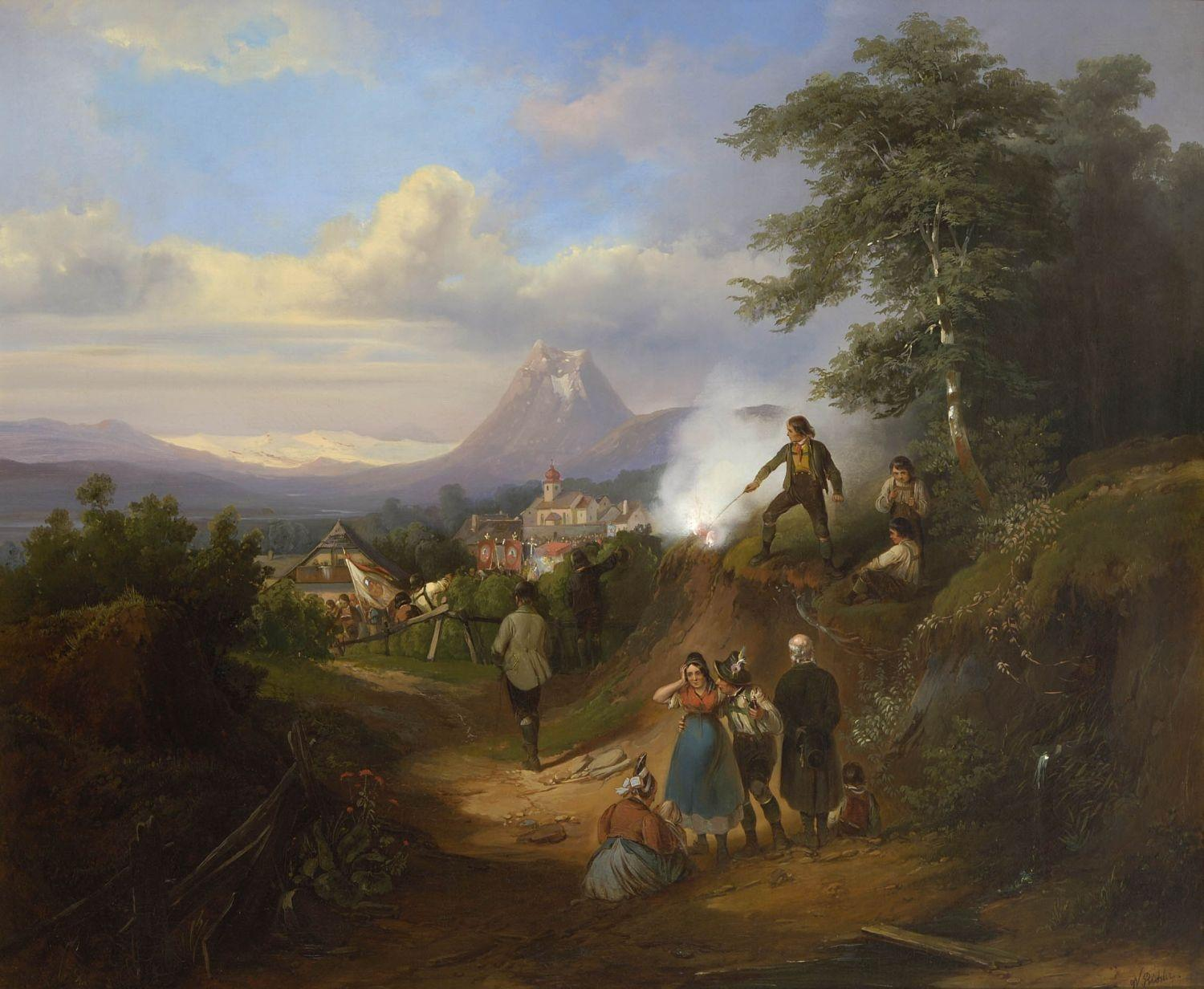
Процессия «Корпус Кристи» в Верхней Австрии
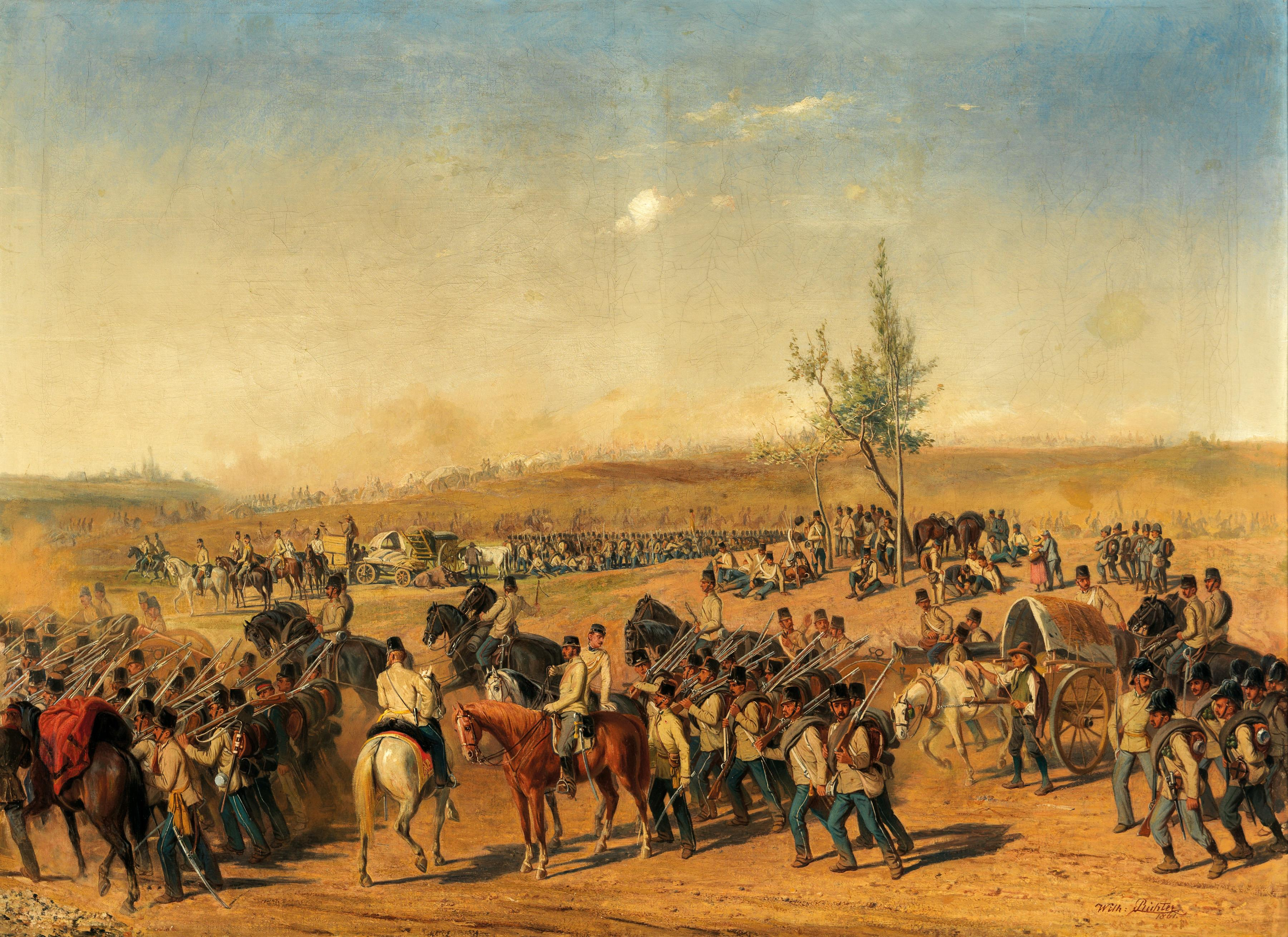
Австрийская армия на марше во время Итальянской кампании 1859 года